# Světlík
Světlík este o arie protejată (arie specială de conservare — SAC, sit de importanță comunitară — SCI) din Republica Cehă întinsă pe o suprafață de 65,75 ha, integral pe uscat.

## Localizare
Centrul sitului Světlík este situat la coordonatele 50°53′53″N 14°32′57″E / 50.898056°N 14.549167°E.

## Înființare
Situl Světlík a fost declarat sit de importanță comunitară în mai 2016 pentru a proteja 1 specie de animale. Situl a fost protejat și ca arie specială de conservare în septembrie 2018.

## Biodiversitate
Situată în ecoregiunea continentală, aria protejată nu include niciun habitat protejat.
La baza desemnării sitului se află o specie protejată de  nevertebrate: libelule (Leucorrhinia pectoralis).